# Умакао
Умакао (шп. Humacao) је општина у америчкој острвској територији Порторико, острвској држави Кариба.

## Демографија
По попису из 2010. године број становника је 58.466, што је 569 (-1,0%) становника мање него 2000. године.
| Група             | 2000.          | 2010.          |
| Белци             | 537 (0,9%)     | 435 (0,7%)     |
| Афроамериканци    | 7.634 (12,9%)  | 10.806 (18,5%) |
| Азијати           | 151 (0,3%)     | 124 (0,2%)     |
| Хиспаноамериканци | 58.288 (98,7%) | 57.856 (99,0%) |
| Укупно            | 59.035         | 58.466         |